# مسیحیت در نیشابور
نیشابور یکی از مراکز مهم تمدن اسلامی بوده‌است؛ از سال ۶۴۳میلادی که این شهر توسط مسلمانان بدون جنگ فتح شد تا کنون، اسلام دین اول مردم این شهر به‌شمار می‌رود. با این حال در تاریخ نیشابور وجود اقلیت مسیحیان ذکر شده‌است؛ در واقع پس از دین اسلام، مسیحیت به عنوان دین اقلیتی از مردم منطقه نیشابور در تاریخ ثبت شده‌است. در سال‌های پایانی سده ششم میلادی، از ۶ استان یا ایالت به عنوان استان‌های مسیحی ساسانیان نام برده می‌شود. از جمله: ری، اَبَرشهر، مرو و هرات که پیشینهٔ جوامع مسیحی آن‌ها به چند صد سال می‌رسیده‌است. با دقت در کتاب اسرار التوحید و بررسی تاریخ نیشابور به این نکته می‌رسیم که در نیشابور، محله‌ای به نام کوی ترسایان و کلیسای مسیحیان در قرون اولیهٔ اسلام، هنوز باقی بوده‌است. با حمله مغول، تمام سکنه، از جمله مسیحیان شهر از میان رفتند و دیگر جایگزین نشدند. پس از این حمله؛ کلیساها و مسیحیت از خراسان و مناطق شرقی ایران محو گردید. تاریخ پژوهان بر این باورند که در دوره ساسانیان نیشابور مقر مسیحیان نستوری در خراسان بوده‌است.

## پیشینهٔ مسیحیت در نیشابور
نوشته‌های تاریخی از فعالیت مبشران مسیحی در زمینهٔ گسترانیدن پیام انجیل در امپراتوری ایران در دوران پارت‌ها در قرون اول و دوم میلادی حکایت دارد. در یکی از این اسناد تاریخی به‌نام «آموزهٔ رسولان» از سه مبشر مسیحی به‌نام‌های آدای، آغای و ماری نام برده شده‌است که برای موعظه پیام انجیل و تأسیس جوامع مسیحی در ایران تا دورترین نقاط این امپراتوری سفر کردند. آدای نخست مسیحیت را در نیشابور گسترش داد.
یکی از اشیای کشف شده در کاوش‌های باستان‌شناسی در نیشابور مربوط به آیین مسیحیت است. یک ظرف تزئیی به زبان سریانی، مربوط به سده سوم یا پنجم هجری در مناطق باستان‌شناسی جنوب نیشابور کنونی کشف شده‌است. در این ظرف، در سه ردیف، به زبان سریانی، نوشته شده‌است: «خدایا بر من گناه کار ترحم فرما».
زبان و مضمون این نوشته مربوط به ادبیات مسیحیت است. مورخان می‌گویند که در قرون سوم تا پنجم میلادی نیشابور محل اقامت اقلیتی از کلدانی‌های وابسته به پاتریارک انطاکیه و تحت نظر کاتولیکوس بوده‌است.
در کتاب اسرار التوحید، گفتگوها و مدارای شیخ ابو سعید ابوالخیر با مسیحیان نیشابور ذکر شده‌است. به عنوان نمونه:
آورده‌اند کی روزی شیخ قدس اللّه روحه العزیز در نشابور بر نشسته می‌رفت. به در کلیسایی رسید، اتفاق را روز یکشنبه بود جمله با شیخ گفتند: «ای شیخ می‌باید کی ایشان را ببینیم،» شیخ پای از رکاب بگردانید چون شیخ دررفت ترسایان پیش شیخ آمدند و خدمت کردند و همه به حرمت پیش شیخ بیستادند وحالت‌ها برفت. مقریان با شیخ بودند، یکی گفت «ای شیخ دستوری هست تا آیتی بخوانند؟» شیخ گفت روا باشد. مقریان آیتی خواندند، ایشان را وقت خوش گشت و بگریستند، شیخ برخاست و بیرون آمد. یکی گفت: اگر شیخ اشارت کردی همه زنارها بازکردندی. شیخ گفت «ما ایشان را زنار برنبسته بودیم تا بازگشاییم».
در دوره بعد از ورد اسلام به نیشابور، مسیحیان و مسلمانان با یکدیگر مدارا داشتند و هیچ درگیری بین مسلمانان و مسیحیان در تاریخ نیشابور ذکر نشده‌است. رفتار بین مسلمانان و مسیحیان در نیشابور قدیم تساهل‌آمیز بوده‌است.
محمدحسن‌خان صنیع‌الدوله از قبری در کنار آرامگاه امام زاده محمد محروق یاد کرده که متعلق به شخصی به نام بورق اسود بوده‌است. او در این باره چنین نوشته‌است:
وی غلام سیاهی از پیروان و معتقدان به عیسی مسیح بود که بعد از مصلوب شدن آن حضرت، فرار کرد و به نیشابور آمد و در آن جا در گذشت و مدفون گردید و مردم کمال احترام را نسب به او منظور می‌داشتند.

## مسیحیان در نیشابور امروزین
اکنون در شهر نیشابور، یکی از خیابان‌های اصلی شهر به نام خیابان مسیح نامگذاری شده‌است. در گذشته قبرستان و کلیسای مسیحیان در این خیابان قرار داشته‌است. همچنین در شهرستان نیشابور روستایی به نام مسیح آباد وجود دارد که احتمالاً اقلیت مسیحیان نیشابوری در این روستا ساکن بوده‌اند. امروزه مسیحیان شانزده صدم درصد جمعیت شهرستان نیشابور را شامل می‌شوند، اما تعلق آن‌ها به آیین و فرهنگ مسیحی، در سال‌های پس از انقلاب اسلامی ایران، کمرنگ شده‌است. بسیاری از مسیحیان منطقه نیشابور در ظاهر مسیحی‌اند. برخی در اثر فشارها به اسلام گرویدند یا مهاجرت کردند یا مسیحیت خود را آشکار نمی‌کنند. به این ترتیب، روزبه‌روز از شمار مسیحیان کاسته می‌شد. امروزه تبلیغ مسیحیت، برگزاری جشن‌ها و اعیاد مسیحیت، فروش اناجیل و کتاب‌های دعای مسیحی، نصب علائم مربوط به آیین مسیحیت بر روی خانه یا لباس و هر چیز دیگر، دعوت به کلیسای خانگی، در نیشابور (به‌طور کلی در ایران) جرم یا زشت و مذموم محسوب می‌شود و درباره دستگیری مسیحیان در نیشابور گزارش‌های شده‌است. آنتوان بارا از جمله دانشمندان مسیحی است که به نیشابور سفر کرده‌است.